# Geranium planum
Geranium planum är en näveväxtart som beskrevs av Halloy. Geranium planum ingår i släktet nävor, och familjen näveväxter. Inga underarter finns listade i Catalogue of Life.